# Estación de Rapperswil
La estación de Rapperswil es la principal estación ferroviaria de la comuna suiza de Rapperswil-Jona, en el Cantón de San Galo.

## Historia
La historia ferroviaria de Rapperswil comienza en 1859 con la llegada a la ciudad de Rapperswil de la línea ferroviaria que comunica con Rüti y Schmerikon. En 1878 Rapperswil fue conectada con la línea ferroviaria de la margen izquierda del Lago de Zúrich gracias a la construcción del dique conocido como Seedamm, que une Rapperswil y Pfäffikon.
En 1895 se procedió a abrir la línea ferroviaria de la margen derecha del Lago de Zúrich que enlazaba a Rapperswil con Zúrich de una forma más directa. Debido al aumento de tráfico, en ese mismo año se empezó a remodelar la estación para acoger toda la demanda. La estación volvió a ser renovada en el año 2008.

## Servicios ferroviarios
Los servicios son principalmente: 

### Larga distancia y regionales
- IR Voralpen Express Romanshorn - Neukirch-Egnach - Muolen - Häggenschwil-Winden - Roggwil-Berg - Wittenbach - San Galo-San Fiden - San Galo - Herisau - Degersheim - Wattwil - Uznach - Schmerikon - Rapperswil - Pfäffikon - Wollerau - Biberbrugg - Arth-Goldau - Küssnacht am Rigi - Meggen Zentrum - Lucerna Verkehrshaus - Lucerna. Servicios cada hora. Operado por SOB.

- R Rapperswil - Glaris - Linthal.

### S-Bahn
Hasta Rapperswil llegan varias líneas de la red de cercanías S-Bahn Zúrich
- S 2 Effretikon – Zúrich Aeropuerto – Zúrich HB – Pfäffikon SZ – Ziegelbrücke
- S 5 Zug – Affoltern am Albis – Zúrich HB – Uster – Pfäffikon SZ
- S 7 Winterthur – Kloten – Zúrich HB – Stadelhofen - Meilen – Rapperswil
- S 8 Weinfelden – Winterthur – Wallisellen – Zúrich HB – Thalwil – Pfäffikon SZ
- S 15 Rapperswil – Uster – Zúrich HB – Oberglatt – Niederweningen
- S 16 (Thayngen – Winterthur –) Zúrich Aeropuerto – Zúrich HB – Herrliberg-Feldmeilen (– Meilen)
- S 40 Rapperswil – Pfäffikon SZ – Samstagern – Einsiedeln  (operada por SOB)
- SN5
- SN8

- Datos: Q597204
- Multimedia: Rapperswil SG railway station / Q597204